# Retículo

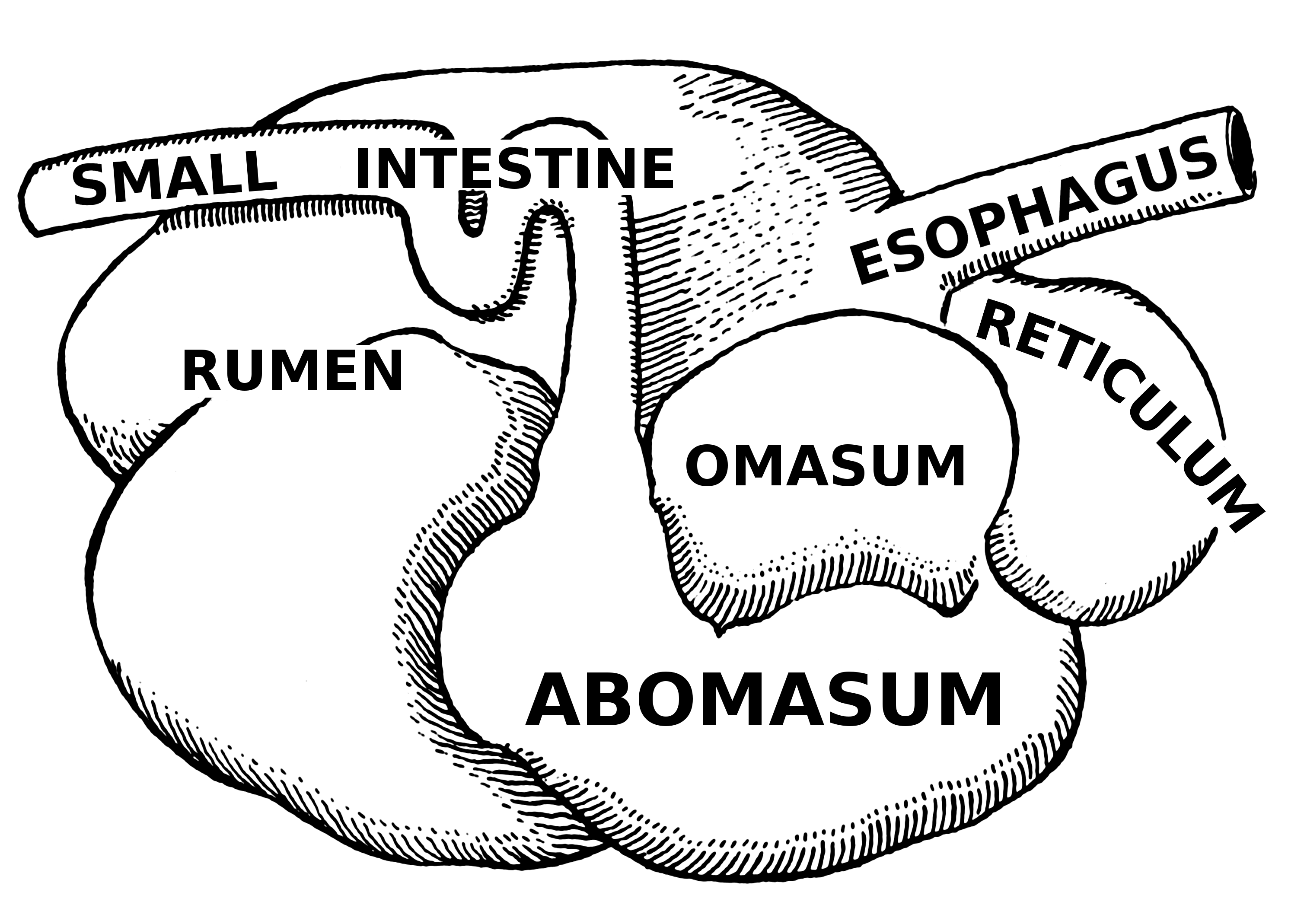
Rúmen, retículo, omaso, e abomaso.

Barrete ou retículo, é uma parte da anatomia do sistema digestório dos ruminantes que é responsável pela secreção de uma enzima que auxilia na remastigação do alimento.